# Finländska landskapssymboler
De finländska landskapen har flera olika landskapssymboler. Vanligast förekommande är ett vapen, landskapsdjur, landskapsfågel, landskapsfisk, landskapsväxt och landskapssten. Även de gamla husbondsvimplarna kan anses vara landskapssymboler. Landskapet kan även ha en egen flagga.

## Tabell
| Namn                  | Vapen | Flagga | Vimpel | Djur          | Fågel               | Fisk       | Växt                     | Sten          | Sjö                         |
| --------------------- | ----- | ------ | ------ | ------------- | ------------------- | ---------- | ------------------------ | ------------- | --------------------------- |
| Birkaland             |       | –      | –      | Vitsvanshjort | Sädesärla           | Asp        | Hägg                     | klotdiorit    | Längelmävesi                |
| Egentliga Finland     |       | –      | –      | Räv           | Kaja                | Sill       | Ek                       | röd granit    | Pyhäjärvi                   |
| Egentliga Tavastland  |       |        | –      | Lodjur        | Fiskgjuse           | Braxen     | Nipsippa                 | kirjomaasälpä | Vanajavesi                  |
| Kajanaland            |       |        | –      | –             | Lavskrika           | Nors       | Ljung                    | grönsten      | Ule träsk                   |
| Kymmenedalen          |       | –      | –      | Utter         | Domherre            | Gös        | Gul svärdslilja, Klibbal | rapakivi      | Vuohijärvi                  |
| Lappland              |       | –      | –      | Ren           | Blåhake             | Lax        | Smörboll                 | guld          | Enare träsk                 |
| Mellersta Finland     |       |        | –      | Skogshare     | Tjäder              | Insjööring | Prästkrage               | diorit        | Keitele                     |
| Mellersta Österbotten |       |        | –      | –             | Sånglärka           | Gråsik     | Liten blåklocka          | Gnejs         | Lestijärvi                  |
| Norra Karelen         |       |        | –      | –             | Gök                 | Saimenlax  | Finnros                  | täljsten      | Pielinen                    |
| Norra Savolax         |       |        | –      | Älg           | Storlom             | Siklöja    | Rönn                     | apatit        | Juojärvi                    |
| Norra Österbotten     |       | –      | –      | Hermelin      | Trana               | Gråsik     | Skvattram                | skiffer       | Pyhäjärvi                   |
| Nyland                |       |        | –      | Igelkott      | Koltrast            | Gös        | Vitsippa                 | hornblände    | Tusby träsk                 |
| Päijänne-Tavastland   |       |        | –      | –             | Vitryggig hackspett | Braxen     | Blåklint                 | diabas        | Päijänne                    |
| Satakunda             |       |        | –      | Räv           | Blåmes              | Nejonögon  | Havtorn                  | sandsten      | Pyhäjärvi                   |
| Södra Karelen         |       | –      | –      | –             | Näktergal           | Saimenlax  | Mosippa                  | spektrolit    | Saimen                      |
| Södra Savolax         |       |        | –      |               | Sommargylling       | Siklöja    | Lomme                    | marmor        | Puula                       |
| Södra Österbotten     |       |        | –      | Ekorre        | Storspov            | Gråsik     | Mjölkört                 | kärnäit       | Lappajärvi sjö              |
| Åland                 |       |        | –      | Kronhjort     | Havsörn             | Gädda      | Gullviva                 | kalksten      | Östra och Västra Kyrksundet |
| Österbotten           |       | –      | –      | Älg           | Tornseglare         | Gråsik     | Älggräs                  | vasagranit    | Larsmosjön                  |